# Autostrada międzystanowa nr 605
Autostrada międzystanowa nr 605 (ang. Interstate 605, I-605) – amerykańska autostrada międzystanowa o długości 27,4 mil (44,1 km) znajdująca się całkowicie w Kalifornii, w aglomeracji Los Angeles, będąca drogą pomocniczą autostrady międzystanowej nr 5. Zaczyna się w Seal Beach koło lotniska wojskowego Los Alamitos Army Airfield, a kończy w Irwindale. Została ukończona w styczniu 1971. Oficjalnie znana jako San Gabriel River Freeway.